# Samuel Peter
Samuel Okon Peter (Akwa Ibom; 6 de setembro de 1980) é um boxeador profissional nigeriano. Ele deteve o título dos pesos pesados do CMB em 2008, quando parou Oleg Maskaev em seis rodadas. No auge, ele era conhecido por sua rivalidade com os irmãos Klitschko, tendo enfrentado Wladimir duas vezes (em 2005 e 2010) e Vitali uma vez. Peter é conhecido por seu poder de perfuração e possui uma taxa de 78,9% de vitórias por nocaute.

## Primeiros anos e carreira amadora
Originalmente, o esporte preferido de Peter era o futebol. Em 1992, alguns boxeadores foram à sua escola para treinar. O jovem curioso de 11 anos de idade parou e perguntou se ele poderia treinar junto com eles. Ele foi colocado contra um amador experiente e o nocauteou. Isso marcou o início de uma carreira amadora de sucesso para Peter.
Ele venceu o campeonato de pesos pesados amadores da Nigéria e o campeonato de pesos pesados da África Zona 3. Ele enfrentou forte concorrência como amador (incluindo uma vitória por nocaute sobre o medalhista de prata Mukhtarkhan Dildabekov, do Cazaquistão, em 2000). No entanto, ele prevaleceu e teve a oportunidade de representar a Nigéria nos Jogos Olímpicos de Verão de 2000 em Sydney, na Austrália.
Peter perdeu nas quartas de final para o italiano Paolo Vidoz por decisão. No entanto, seu desempenho foi notado por ser muito impressionante de um jovem pugilista e, portanto, foi gerado mais entusiasmo por ele do que o eventual medalhista de ouro, Audley Harrison, para quem Peter havia perdido uma decisão muito próxima poucos meses antes das Olimpíadas.

## Do lado de fora do anel
Peter é um cristão devoto que nem bebe nem fuma. Ele mora em Las Vegas, Nevada.
Ele é gerenciado por Ivailo Gotsev e é um companheiro estável do ex-campeão dos pesos pesados da CMB, Sergei Liakhovich. Peter foi anteriormente promovido por Duva Boxing e Don King. Originalmente treinado por Andy "Pops" Anderson, ele passou a trabalhar com o ex-campeão Cornelius Boza-Edwards. Ele também trabalhou com o especialista técnico e estrategista Manny Masson, que ajudou no treinamento para suas duas vitórias decisivas contra James Toney e Jameel McCline. Peter é atualmente treinado por Ibn Cason.
Após sua separação com o boxe de Duva, ele teve um processo judicial contra Don King por causa de uma disputa na bolsa pela perda do título para Vitali Klitschko.
Ele desafiou o campeão americano Chris Arreola para uma luta em 2009. Alegando que Arreola havia roubado seu apelido de "pesadelo". Peter disse que, se a luta prosseguisse, o perdedor teria que mudar seu apelido.
Peter é sobrinho do lutador profissional nigeriano Great Power Uti.